# حمیدرضا پیمان
حمیدرضا پیمان (به انگلیسی: Hamidreza Payman) (زاده ۱۳۷۰) عکاس ایرانی است که برای نخستین بار از قاب‌های غیر منتظم بر اساس الگوهای گشتالتی و تصویری در عکاسی بهره برده است.
پیمان به سبب نوگرایی و فراواقع گرایی‌های مختص خود یکی از هنرمندان شاخص در عکاسی به شمار می‌آید. او همچنین یک محقق در زمینه هنر است.

## قاب‌های غیر منتظم
بر اساس روانشناسی گشتالت آنچه که در تصویر به انسجام عناصر آن تکامل می‌بخشد کادر است و در نخستین نگاه به تصویر معیار کجی و راستی در تقابل با کادر تصویر ادراک می‌شود چنانچه که اگر معیارهای کجی و راستی طبیعی همچون خط افق در تصویر نباشد کج و راستی عناصر تصویر تنها در تقابل با کادر تعیین می‌شود و از این رو است که پیمان با تغییر در تقارن و تنظم موجود در کادر مستطیلی سعی خود را برای گستراندن بازه جدیدی از محتوا در تصویر انجام می‌دهد.
پیمان معتقد است که مربع و مستطیلی بودن کادرها یک اتفاق مهندسی شده و صنعتی است که در چرخه تولید دوربین‌ها، فیلم‌ها و کاغذهای عکاسی رخ داده است و این به موجب صنعت بودن خود یک مسئلهٔ بدیهی است اما آنچه که امروز در جرگه هنر رخ می‌دهد یک امر مهندسی و صنعتی نیست و در جهت رسیدن به هنر ناب می‌بایست این اسلوب‌های مهندسی را کنار گذاشت و نیروی بی نظیر کادر را در جهت محتوای اثر به کار بست.

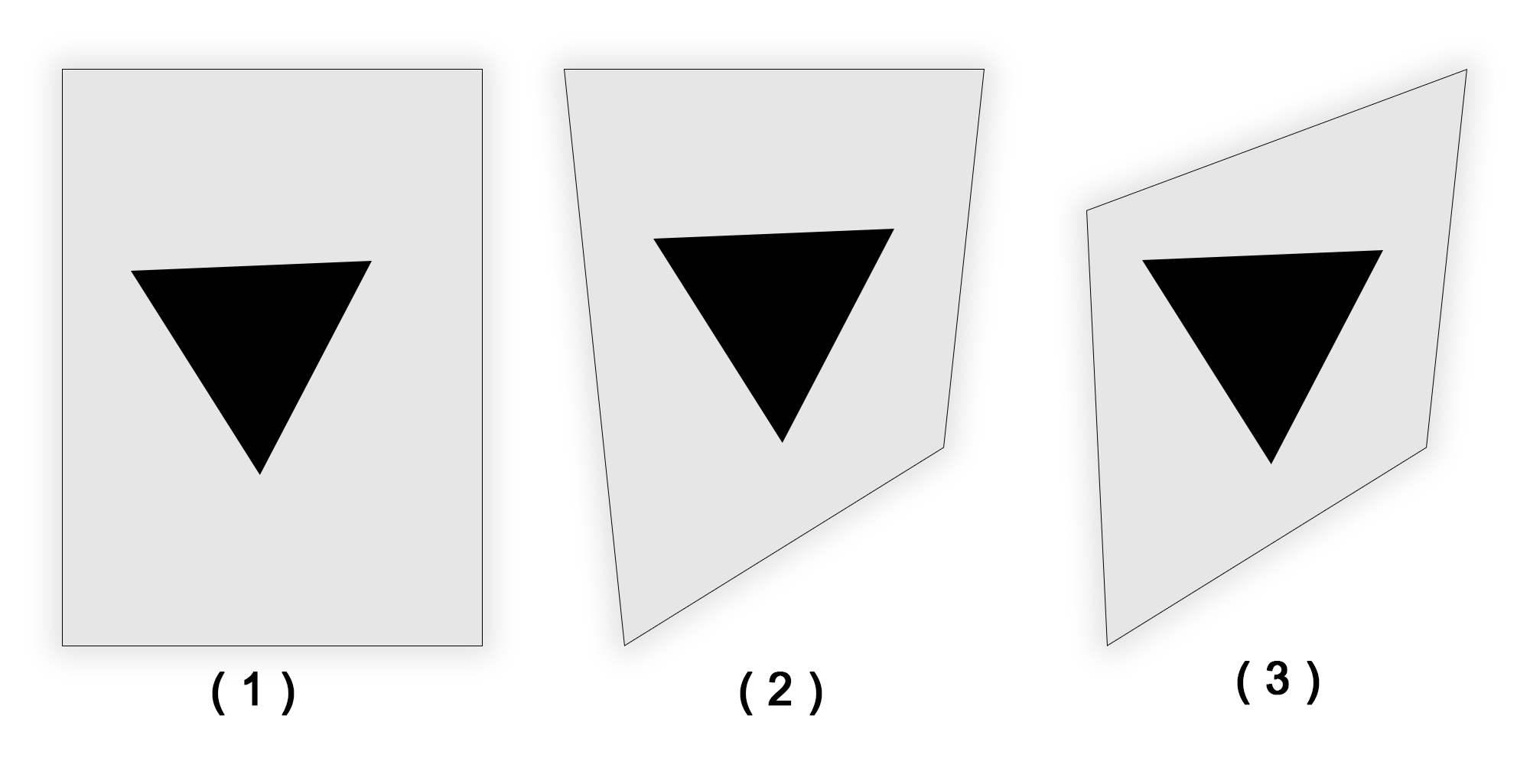
سیر قاب اول به قاب سوم روند دفورماسیون قاب و تأثیر گشتالتی کادر غیر منتظم بر آبژه مثلث است

نظریه پردازان اوایل قرن بیستم، همچون کورت کافکا، ماکس ورتایمر، و Wolfgang Köhler (دانشجویان کارل اشتومپف) اشیا را در منظر و درکی از خلال محیط پیرامون آن‌ها با در نظر گرفتن تمامی مؤلفه‌هایی که دیگر به صورت یک سازهٔ کلی درآمده‌اند، مورد بازبینی قرار دادند. این دریافت از " گشتالت " یا " شکل کلی " به دنبال آن است تا اصولی برای قوهٔ درک تعریف کند (در ظاهر قوانین ذاتی ذهن که نشان دهندهٔ راهی برای درک ماهیت اشیاء باشند). این براساس زمان و مکان آنی و روش مشاهدهٔ اشیاء بوده‌است و تصاویر می‌توانند به زمینه و پیکره تجزیه شوند.
آنچه که در دستور زبان تصویر روایت می‌شود، تصویر را به موجب فراوانی نیروهای درونی، همواره از کادر تأثیرپذیر و چشم را در یافتن نقطه تعادل تصویر، بر آن متکی می‌داند. جئورگی کپس در کتاب زبان تصویر کادر را چنین تعریف می‌کند:

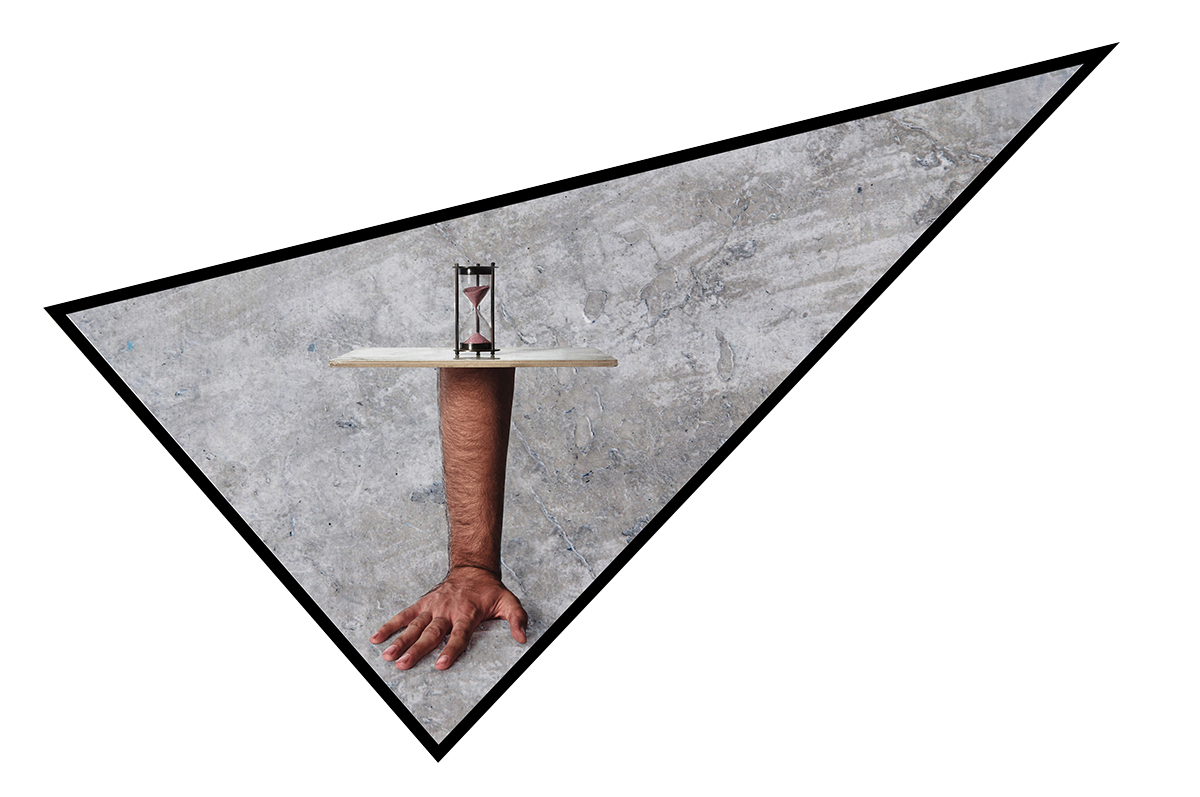
اثر با نام زمان، حمیدرضا پیمان ۱۳۹۲
این اثر با قاب نا متعارف و سعی در همنهشتی تمامی عناصر در راستای محتوای آن شکل گرفته‌است

نیروهای سازماندهی که به سمت نظم فضایی و پایداری می‌روند، گرایش به شکل دادن واحدهای بصری در گروه بندی‌های بسته و فشرده دارند تماشاگر در موقعیت دیدنی پیچیده‌ای به جستجوی شکلی می‌پردازد که پایداری بصری بیشتری نشان دهد، یا با آنچه در پیرامونش است مناسبات کمتر آشفته‌ای داشته باشد. گوته می‌گوید که «تصویر ثانوی» یک مستطیل مانند به تدریج به شکلی دایره‌ای انحنا می‌یابد، درست همان گونه که قطره‌ای آب گرایش به تطبیق دادن شکل خویش با سطحی راحت‌تر را دارد؛ واحدهای بصری هم در حد امکان می‌خواهند محیطی مناسب تر برای خود فراهم آورند و از همه آنچه در پیرامون است، رها شود. بی شک یک سطح بسته به نظر شکیل تر و پایدار تر از سطحی باز و بی حد و مرز می‌آید.
چنان‌که تصویر به قطره‌ای آب مانند شده‌است که گرایش به سطحی راحت‌تر برای تطبیق دارد، باید به این نکته پرداخت که که قطره آب به واسطه ویژگی‌های ماهوی خود گرایش به سطحی دارد که در آن توانایی تطبیق داشته باشد و تصویر نیز به واسطه ویژگی‌های محتوایی و ماهوی خود می‌بایست در فرمی از سطح که تطابق بیشتر با ذات آن دارد قرار بگیرد تا عناصر تصویر در همراهی قاب مناسب، به سمت محتوای هدف هدایت شود.
منتقد خبرگزاری تسنیم استفاده از قاب مثلث را در اثر زمان چنین نقد می‌کند:
مثلث در این عکس نیروی بیش تری در خود جابه‌جا می‌کند. نخست آن که مثلث شکست قراردادهای ما در تکرار قاب عمودی یا افقی یا نهایتاً مربعی است؛ این جا کادر خود یک کادر مثلثی است. ما محکوم به حبس در زمان حال یا همان آینهٔ روبه‌رو می‌شویم و رنج از تماشای صورتی ناشناس از خود در آینه را می‌چشیم. گذشته و آینده معدوم می‌مانند و انتظاری سرد در لحظه به سمت ابدیت پیش می‌رود، که با رنگ خاکستری و صورت سنگیِ زمینه همسانی می‌کند. شکل قرارگیریِ دست، ایستایی لحظه و ناتمامی این انتظار را در نگاه ما جریان می‌بخشد و این دست قطع شده و ناتوان، این انتظار سرد را در نهایتی نافرجام خشک می‌کند. حضورِ باردیگریِ ساعت شنی گواه این تعبیر می‌شود.

## برخی از آثار
- مجموعه ایستگاه متروک[۶](۲۰۱۳)
- مجموعه ابیات پراکنده (۲۰۱۶)